# Нелгомозеро
Не́лгомозеро (карел. N’olgamdärvi) — посёлок в составе Петровского сельского поселения Кондопожского района Республики Карелия Российской Федерации.
Расположен на северном берегу Нёлгомозера.
В 1960—1980-е гг. было судоходно — осуществлялся сплав леса Шуйской сплавной конторой.

## История

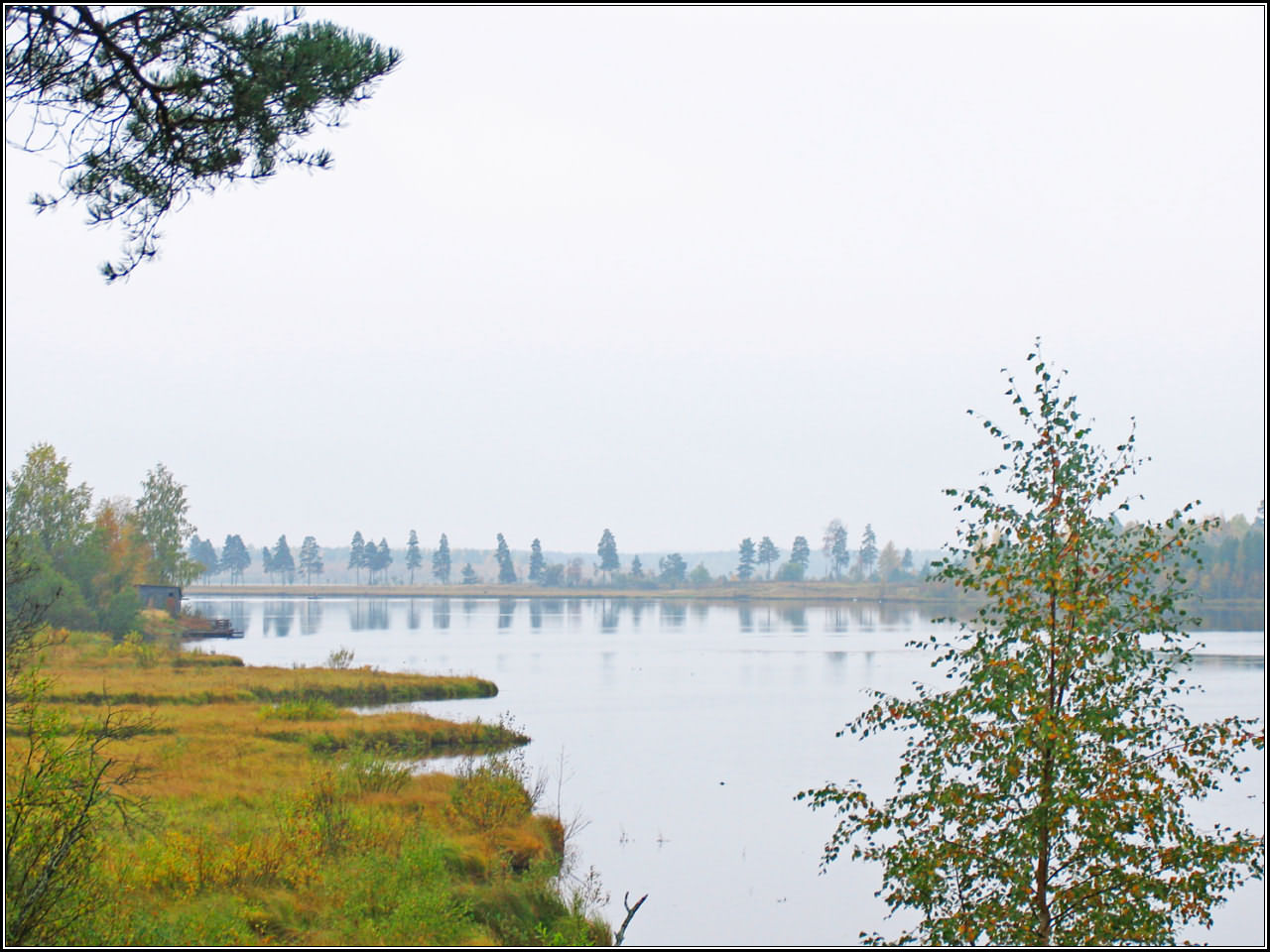
Озеро Нелгомозеро

По сведениям на 1911 год, в Нелгомозере действовало земское училище.

## Население
| 2002 | 2009 | 2010 | 2013 |
| ---- | ---- | ---- | ---- |
| 317  | ↘312 | ↘182 | ↘164 |

## Улицы
- ул. Ленина
- ул. Лесная
- ул. Набережная
- пер. Песочный
- ул. Подгорная
- пер. Подгорный
- ул. Советов